# Wenesekcja
Wenesekcja – w medycynie jest to nacięcie żyły, np. w celu założenia wkłucia centralnego bądź wprowadzenia elektrod do żylnego układu krwionośnego (nacinanie żyły odpromieniowej).